# A Broken Frame
A Broken Frame je drugi album grupe Depeche Mode. Snimljen je i izdan 1982. godine.

## O albumu
A Broken Frame je drugi studijski album britanskog sastava Depeche Mode koji je izdan 27. Listopada 1982 godine. Ovo je prvo snimanje koje je proslo bez tekstova Vinca Clarka nakon njegova odlaska u Yazoo s pjevačicom Alison Moyet. Alan Wilder se pridružio sastavu Depeche Mode tijekom turneje i na albumu, ali njegovo ime se nigdje ne spominje.

## Popis pjesama

### 1982 izdanje: Mute / Stumm 9 (UK)
1. "Leave In Silence"  – 4:51
2. "My Secret Garden"  – 4:46
3. "Monument"  – 3:15
4. "Nothing to Fear"  – 4:18
5. "See You"  – 4:34
6. "Satellite"  – 4:44
7. "The Meaning of Love"  – 3:06
8. "A Photograph Of You"  – 3:04
9. "Shouldn't Have Done That"  – 3:12
10. "The Sun & The Rainfall"  – 5:02

### 1982 izdanje: Sire / 23751 (U.S.)
1. "Leave In Silence"  – 6:28
2. "My Secret Garden"  – 4:46
3. "Monument"  – 3:15
4. "Nothing to Fear"  – 4:18
5. "See You"  – 4:34
6. "Satellite"  – 4:44
7. "The Meaning of Love"  – 3:06
8. "(Further Excerpt From:) My Secret Garden"  – 4:20
9. "A Photograph Of You"  – 3:04
10. "Shouldn't Have Done That"  – 3:12
11. "The Sun & The Rainfall"  – 5:02

### 2006 re-izdanje
Mute: DM CD 2 (CD/SACD + DVD) / CDX STUMM 9 (CD/SACD)
- Disc 1 je hibridni SACD/CD s multikanalnim zapisom.
- Disc 2 je DVD koji sadrži "A Broken Frame" u DTS 5.1, Dolby Digital 5.1 i PCM Stereo plus bonus materijal

1. "Leave In Silence"  – 4:51
2. "My Secret Garden"  – 4:46
3. "Monument"  – 3:15
4. "Nothing to Fear"  – 4:18
5. "See You"  – 4:34
6. "Satellite"  – 4:43
7. "The Meaning of Love"  – 3:06
8. "A Photograph Of You"  – 3:04
9. "Shouldn't Have Done That"  – 3:12
10. "The Sun & The Rainfall"  – 5:02

Bonus Pjesme (u DTS 5.1, Dolby Digital 5.1, PCM Stereo):
1. "My Secret Garden (Live In Hammersmith, October 1982)" – 7:28
2. "See You (Live In Hammersmith, October 1982)" – 4:11
3. "Satellite (Live In Hammersmith, October 1982)" – 4:28
4. "Nothing To Fear (Live In Hammersmith, October 1982)" – 4:28
5. "The Meaning of Love (Live In Hammersmith, October 1982)" – 3:14
6. "A Photograph of You (Live In Hammersmith, October 1982)" – 3:21

Bonus Tracks (in PCM Stereo):
1. "Now This Is Fun" – 3:27
2. "Oberkorn (It's A Small Town)" – 4:07
3. "Excerpt From: My Secret Garden" – 3:14

Dodatni Materijal:
1. "Depeche Mode 1982 (The Beginning Of Their So-called Dark Phase)"

Sve pjesme napisao je Martin Gore.

## Singlovi
1. "See You" (29. Siječnja 1982.)
2. "The Meaning of Love" (26. Travnja 1982.)
3. "Leave in Silence" (16. Kolovoza 1982.)

## Vanjske poveznice
- Službena stranica
- Depeche Mode Hrvatska